# Le 84 prend des vacances
Pour plus de détails, voir Fiche technique et Distribution.
Le 84 prend des vacances est un film français en noir et blanc réalisé par Léo Joannon, sorti en 1950.

## Synopsis
Un conducteur d'autobus assiste à l'enlèvement de sa femme. il se lance à la poursuite de la voiture bien qu'il soit au volant de son autobus rempli de voyageurs.

## Fiche technique
- Réalisation  : Léo Joannon
- Scénario  : Léo Joannon et Alex Joffé
- Décors : Aimé Bazin
- Photographie  : Marc Fossard
- Montage : Monique Isnardon et Robert Isnardon
- Musique : Georges Van Parys
- Société de production : Films EGE
- Distribution  : La Société des Films Sirius
- Format : Son mono  - Noir et blanc - 1,37:1
- Genre : Comédie
- Durée :  93 minutes
- Date de sortie  : France: 22 février 1950

## Distribution
- Rellys : Gaston Bernod
- Yves Deniaud : Jules Laplanche, le receveur
- Paulette Dubost : Paulette Bernod
- Mary Marquet : Madame de la Chambrière
- Jacqueline Porel : Mimi Jonquille
- Gérard Landry : Pierrot
- René Charles : M. Paoletti
- José Noguéro : Micha Bey
- Clément Thierry : Loulou
- André Gabriello : L'aubergiste Gabriel
- Monique Gérard : Rose
- Pauline Carton : Pauline
- Albert Michel : Le représentant en aspirateurs
- Roger Caccia : M. Cosinus
- Marcel Pérès : Le brigadier de gendarmerie
- Robert Le Fort: Le gendarme Fieschi
- Nicolas Amato : Bourin
- Marcel Arnal : Chavassus
- Charles Bayard
- Robert Blome
- André Brossard : Palouchistanien
- Paul Demange
- Maurice Derville
- Pierre Ferval
- Arsenio Freignac : Palouchistanien
- Charles Lemontier : l'ingénieur
- Palmyre Levasseur
- Albert Malbert : Le cantonnier
- Maurice Marceau : Le boucher
- Franck Maurice
- André Numès Fils : Le pêcheur
- Georges Pally : Le clochard
- Georges Paulais : Le secrétaire
- André Varouge : Palouchistanien